# مارکو لاهتی
مارکو لاهتی (فنلاندی: Markku Lahti؛ زادهٔ ۱۸ آوریل ۱۹۴۵) بازیکن فوتبال اهل فنلاند بود.
وی همچنین در تیم ملی فوتبال فنلاند بازی کرده‌است.